# Johann Friedrich Ernst Benda
Johann Friedrich Ernst Benda, auch Ernst Friedrich Johann Benda, Ernst Benda (getauft 10. Oktober 1749 in Berlin; † 24. Februar 1785 in Berlin) war ein deutscher Kammermusiker und Komponist. Er stammte aus der Musikerfamilie Benda.

## Leben
Johann Friedrich Ernst Benda war der älteste Sohn des Hofmusikers und Kapellmeisters Joseph Benda. Er erhielt Klavier- und Geigenunterricht und wurde mit 17 Jahren Mitglied der königlichen Hofkapelle von Friedrich dem Großen. 1770 gründete er zusammen mit dem Bratschisten Carl Ludwig Bachmann die sogenannten Liebhaberkonzerte, denen er bis 1785 als Dirigent vorstand. Diese fanden stets im Corsicaischen Saale gegenüber Schloss Monbijou (heute Oranienburger Straße) statt und waren überwiegend Subcriptions-Veranstaltungen mit eigenem Orchester und Chor. Als Solisten gastierten beispielsweise Johann Friedrich Reichardt, dessen spätere Ehefrau Juliane Benda und Minna Brandes (Tochter des Schauspielers und Dichters Johann Christian Brandes).
Von den drei Söhnen Johann Friedrich Ernst Bendas machte sich Johann Wilhelm Otto Gottlieb Benda (1775–1832), Kriminalrat und Bürgermeister von Landshut (Schlesien), als Übersetzer und Schriftsteller einen Namen.

## Werke
- Minuetto per il Cembalo con Variazioni di Frederico Ernst Benda, F-Dur, 1768 bei Breitkopf erschienen
- Concerto G-Dur für Violine und Streicher (laut MGG)